# Tazieffit
Tazieffit ist ein sehr selten vorkommendes Mineral aus der Mineralklasse der „Sulfide und Sulfosalze“ mit der chemischen Zusammensetzung Pb20Cd2(As,Bi)22S50Cl10 und besteht damit aus Blei, Cadmium, Arsen und Bismut in durch gegenseitige Substitution variablen Anteilen sowie Schwefel und Chlor. Strukturell gehört Tazieffit zu den Sulfosalzen.
Tazieffit kristallisiert im monoklinen Kristallsystem, konnte aber bisher nur in Form von faserigen Aggregaten, bestehend aus winzigen Kristalle mit nadeligem Habitus, einer Länge von bis zu 400 μm und einer Breite bis zu 10 μm gefunden werden. Die undurchsichtigen Kristalle zeigen auf der Oberfläche einen metallischen Glanz und sind von silbergrauer Farbe, die gelegentlich einen Stich ins Magentarote annimmt. Die Strichfarbe ist dagegen schwarz.

## Etymologie und Geschichte

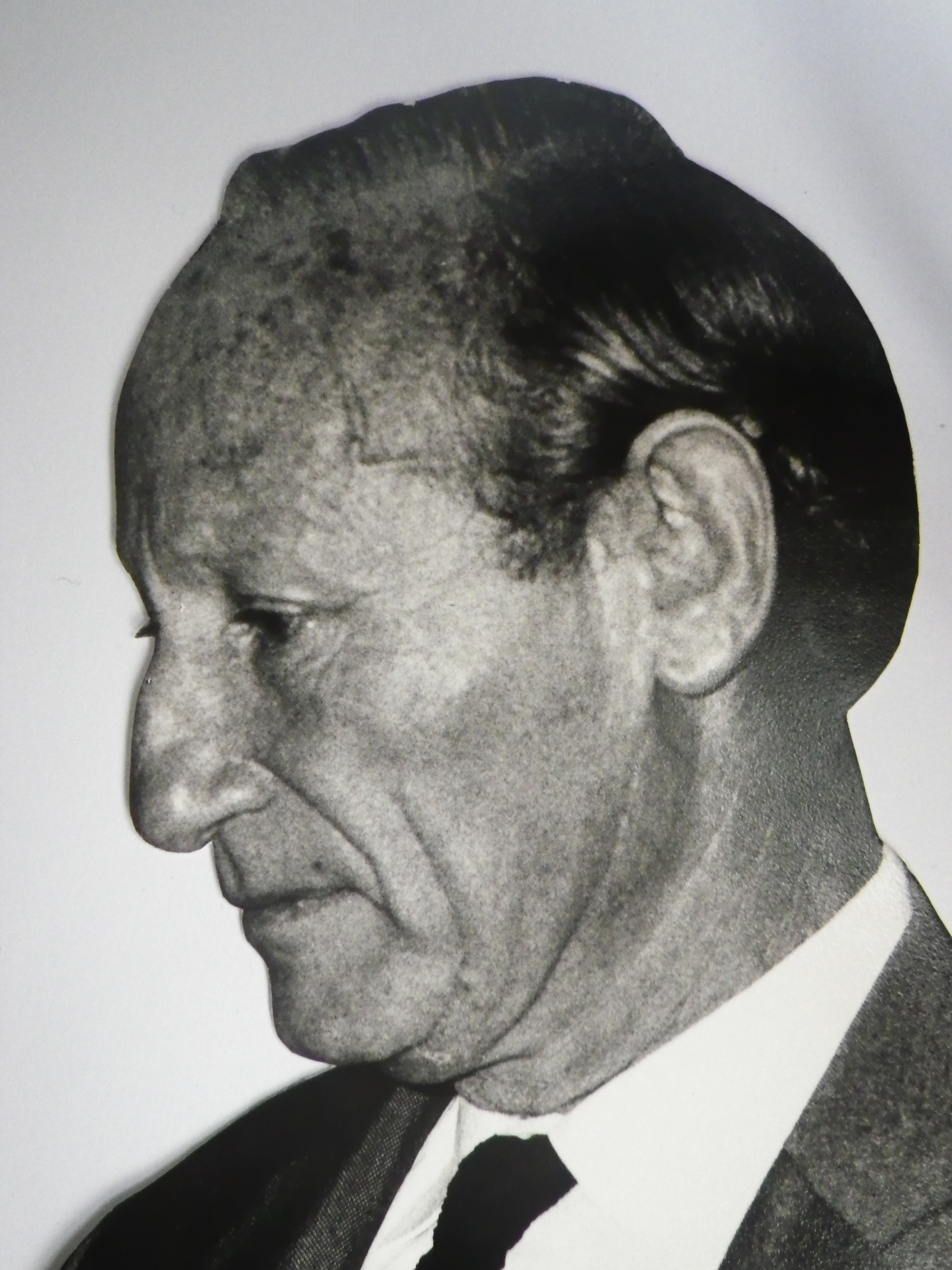
Haroun Tazieff, 1972

Erstmals entdeckt wurde Tazieffit an einer Hochtemperatur-Fumarole am Vulkan Mutnowski (englisch: Mutnovsky) im südlichen Teil der russischen Halbinsel Kamtschatka im Föderationskreis Ferner Osten. Wissenschaftlich beschrieben wurde das Mineral durch Michael Zelenski, Anna Garavelli, Daniela Pinto, Filippo Vurro, Yves Moëlo, Luca Bindi, Emil Makovicky und Elena Bonaccorsi, die es nach dem bekannten französischen Vulkanologen Haroun Tazieff (1914–1998) benannten.
Typmaterial des Minerals wird in der mineralogischen Sammlung des Museums C.L. Garavelli der Universität Bari unter der Katalognummer 7/nm (V28), im Mineralogischen Museum der Russischen Akademie der Wissenschaften in Moskau unter der Katalog-Nr. 92674 und an der Mines ParisTech (Ecole des Mines) in Paris unter der Katalog-Nr. 78986 aufbewahrt.

## Klassifikation
Da Mutnovskit erst 2008 von der International Mineralogical Association (IMA) als eigenständiges Mineral anerkannt wurde, ist er in der seit 1977 veralteten 8. Auflage der Mineralsystematik nach Strunz nicht aufgeführt. Einzig im „Lapis-Mineralienverzeichnis“, das sich aus Rücksicht auf private Sammler und institutionelle Sammlungen noch nach dieser alten Form der Systematik von Karl Hugo Strunz richtet, erhielt das Mineral die System- und Mineral-Nr. II/E.27-15. In der „Lapis-Systematik“ entspricht dies der Klasse der „Sulfide und Sulfosalze“ und dort der Abteilung „Sulfosalze“, wo Tazieffit zusammen mit Kirkiit, Mutnovskit und Vurroit eine eigenständige, aber unbenannte Gruppe bildet (Stand 2018).
Die seit 2001 gültige und von der International Mineralogical Association (IMA) bis 2009 aktualisierte 9. Auflage der Strunz’schen Mineralsystematik ordnet den Tazieffit in die Abteilung der „Sulfosalze mit PbS als Vorbild“ ein. Diese ist weiter unterteilt nach der strukturellen Verwandtschaft entsprechender Leitminerale, so dass das Tazieffit (hier noch unter seiner IMA-Eingangs-Nr. IMA 2008-012) entsprechend seinem Aufbau in der Unterabteilung „Galenit-Derivate mit Blei (Pb)“ zu finden ist, wo er vorerst direkt unter der System-Nr. 2.JB ohne eigene Gruppe eingeordnet wurde.
Auch die vorwiegend im englischen Sprachraum gebräuchliche Systematik der Minerale nach Dana ordnet den Tazieffit in die Klasse der „Sulfide und Sulfosalze“ und dort in die Abteilung der „Sulfosalze“ ein. Hier ist er zusammen mit Zinkenit, Pillait und Pellouxit in der „Zinkenitgruppe“ 03.08.01 innerhalb der Unterabteilung „Sulfosalze mit dem Verhältnis 1 < z/y < 2 und der Zusammensetzung (A+)i (A2+)j [ByCz], A = Metalle, B = Halbmetalle, C = Nichtmetalle“ zu finden.

## Kristallstruktur
Tazieffit kristallisiert monoklin in der Raumgruppe C2/c (Raumgruppen-Nr. 15) mit den Gitterparametern a = 8,3520(17) Å; b = 45,5920(92) Å; c = 27,2610(55) Å und β = 98,84(3)° sowie 4 Formeleinheiten pro Elementarzelle.

## Bildung und Fundorte

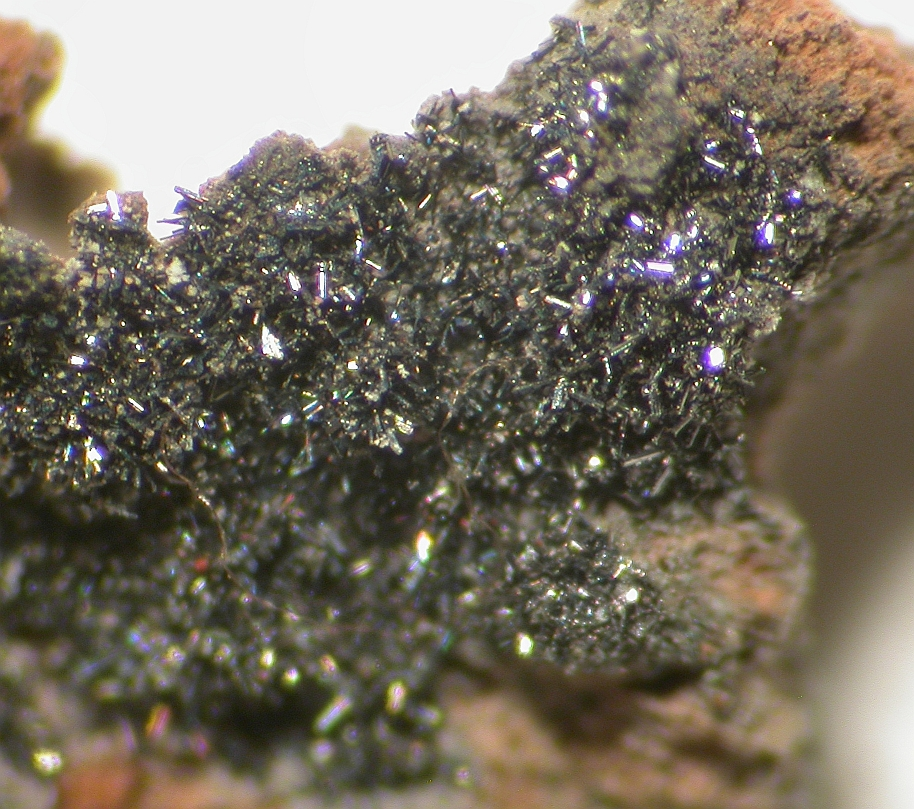
Kristallrasen aus nadeligem Tazieffit vom Mutnowski, Kamtchatka, Russland (Sichtfeld 3 mm)

Tazieffit bildet sich als Resublimationsprodukt an vulkanischen Fumarolen bei einer Temperatur von etwa 250 bis 350 °C. Als Begleitminerale treten unter anderem Greenockit, Galenit, Mutnovskit, Kudriavit und cadmiumreicher Cannizzarit sowie Anhydrit, Cristobalit und Pyrit auf.
Außer seiner Typlokalität, der etwa 13 km südöstlich vom Krater des Mutnowski liegenden Fumarole (52° 21′ 0″ N, 158° 16′ 12″ O), sind bisher (Stand 2017) keine weiteren Fundorte für Mutnovskit bekannt.